# القيادة (تقسيم إداري في المغرب)
القيادة هي مستوى من مستويات التقسيم الإداري المغربي، المرتبط بالمجال القروي، وتقابله المقاطعة على مستوى المجالات الحضارية. تقع القيادة بين الدائرة والجماعة، ويتولى تسييرها القائد، الذي يشتغل عادة تحت إشراف رئيس الدائرة. يبلغ عدد قيادات المغرب 123 قيادة حسب مرسوم رقم 2.14.427 سنة 2014.

## التاريخ
القيادة هي تقسيم إداري مرتبط بالمجال القروي يسمح للدولة بالتوفر على موقع متقدم داخل المجال القروي. هذه الوحدة الادارية كانت في عهد الحماية الفرنسية تسمى بمكتب شؤون الأهالي، وقد احتفظت الدولة المغربية بعد الاستقلال بنفس هيكلها الإداري.

## إختصاصات القيادة
- المحافظة على النظام والأمن والهدوء.
- إرشاد ومساعدة المجالس الجماعية في مهامها الإدارية، وفي تنفيذ أشغال التهيئة والتجهيز الجماعي.
- القيام بمهام ضابط للشرطة القضائية.
- تنفيذ النصوص التشريعية والتنظيمية، خاصة في الميادين التالية :
- الحق في تأسيس الجمعيات والتجمعات العمومية والصحافة – النقابات المهنية –الانتخابات – تسخير الأشخاص والممتلكات – التنظيم العام للبلاد في حالة حرب – تنظيم استيراد الأسلحة والذخائر وترويجها وحملها وإيداعها وبيعها ومراقبتها واستعمالها – شرطة الصيد البري – تنظيم استيراد المتفجرات وترويجها وبيعها وإبداعها ومراقبتها واستعمالها – تنظيم استغلال المقالع – جوازات السفر – تنظيم محاكم الجماعات والمقاطعات – الإكراه البدني – تنظيم الاتجار في المشروبات الكحولية أو الممزوجة بالكحول – زجر السكر العلني – مراقبة الأسطوانات وغيرها من التسجيلات الفونغرافية – الإشهار بواسطة الإعلانات واللوحات والإعلاميات والشعارات – مراقبة الأثمان – المهن الحرة – التشريع الخاص بالشغل ولاسيما النزاعات الاجتماعية – هجرة الشغالين – الوقاية من الأمراض العقلية وعلاجها – الخدمة العسكرية الإجبارية.[4]

## قائمة قيادات المغرب[2]
- تودغى
- تغزوت
- النيف
- حصيا
- شراكة
- شراكة بني اعمر
- بني سنوس فشتالة
- مولاي بوشتى
- اولاد عيسى حجاوة
- أورتزاغ
- كلاز
- بني زروال
- ودكة
- سيدي المخفي
- تفرانت
- عين مديونة
- مرنيسة
- اولاد امبارك
- اولاد إيعيش
- سيدي جابر
- فم العنصر
- آيت ويرة
- تاكزيرت
- آيت أم البخت
- لعجاجرة
- اولاد ميمون
- عين قنصرة
- عين بوعلي
- مولاي بوسلهام
- للاميمونة
- الشوافع
- سيدي بوبكر الحاج
- لمرابيح
- الخنيشات
- اولاد نوال
- انويرات
- الحوافات
- صفصاف
- بومعيز
- دار بلعامري
- أزغار - اولاد بن حمادي
- المساعدة
- اولاد احسين
- الصفافعة
- القصيبة
- عامر الشمالية
- حربيل
- البور
- اولاد دليم
- واحة سيدي ابراهيم
- الويدان
- اولاد حسون
- نفيفة - واد البور
- دمسيرة
- عين تزيتونت - إروهالن
- سكساوة
- فاسكا سيدي داود
- سيدي عبدالله غيات
- اغمات
- تديلي مسفيوة
- التوامة
- تغدوين
- أبادو
- تزارت
- أمغراس
- كدميوة
- وزكيتة
- أوريكة
- ستي فاضمة
- اغواطيم - تدرارة
- تمصولحت
- الشياظمة الشمالية
- امرار
- الشياظمة الجنوبية
- تامنت
- سميمو
- أركان
- إداوتغومة
- سيدي بوعثمان
- الجبيلات
- لوطا
- لبحيرة
- رأس العين
- آيت ازدك
- سيدي عياد
- كرامة
- أحلاف
- أهل تاوريرت
- ملك الويدان
- الكعدة
- سيدي لحسن
- الزوى
- خط أزكان
- خميس نكا
- لعمامرة
- الغيات
- لمهارزة - لغديرة
- سيدي علي بن حمدوش
- شتوكة
- أولاد فرج
- متوح
- سيدي اسماعيل
- سايس
- بني مسكين الشرقية
- بني مسكين الغربية
- دار الشافعي
- مزامرة
- كيسر
- اولاد الصغير - اولاد عفيف
- بني يكرين
- اولاد زيان
- جاقمة
- رياح
- المذاكرة الجنوبية
- اسيفان
- بني منصور
- بواحمد
- قاع اسراس
- تلمبوط
- امزفرون
- سيدي رضوان
- بني كلة
- تروال